# Nedašova Lhota
Nedašova Lhota é uma comuna checa localizada na região de Zlín, distrito de Zlín.